# Península de Liaodong
La península de Liaodong (en chino, 辽东半岛; pinyin, Liáodōng bàndǎo; literalmente, ‘península al este del Liao’) es una península de la provincia de Liaoning en la República Popular China, conocida por sus numerosos puertos naturales en aguas del mar Amarillo.
Un ferrocarril conecta Dalian con Yingkou, en la base occidental de la península. Dalian y otras ciudades de la zona han crecido de manera considerable desde fines del siglo XX.

## Toponimia
Liaodong significa en chino «Este del Liao». El río Liao, durante el periodo de los Reinos Combatientes, dividía las comandancias de Liaoxi («Oeste del Liao») y Liaodong.

## Historia
La Primera Batalla de Port Arthur (Lüshunkou) dio origen a la guerra ruso-japonesa (9 de febrero de 1904). El puerto estaba en esos momentos bajo dominio ruso y sufrió un ataque por parte de la armada japonesa. La batalla quedó sin concluir y dio origen al sitio de Port Arthur y, posteriormente, a la Batalla de Shandong.
A consecuencia del Tratado de Portsmouth (1905) que dio fin al conflicto ruso-japonés, ambas partes acordaron evacuar Manchuria y devolver su soberanía a China. Excepto la parte sur que conformó hasta agosto de 1945 la concesión japonesa de Kwantung. 

## Geografía
La península está situada al norte del mar Amarillo, enfrentada a la península de Shandong, separando entre ambas el mar de Bohai. Las costas occidentales de la península están bañadas por mar de Bohai y las orientales por la bahía de Corea. Forma parte del cinturón sur de montañas que continúa hacia el norte hasta convertirse en las montañas Changbai. La zona de las montañas contigua a la península es conocida como montañas Qian.
La península dispone de dos puertos: el de Dalian y el de Lüshunkou situado en el extremo sur. La ciudad de Lüshunkou es la sede gubernamental de los distritos de Dalian.